# Crivitz, Wisconsin
Crivitz är en ort (village) i Marinette County i Wisconsin i USA. Ortnamnet efter den tyska orten Crivitz valdes av en tysk invandrare, Frederick John Bartels. Vid 2010 års folkräkning hade Crivitz 984 invånare.